# 洞慶院
洞慶院（とうけいいん）は静岡県静岡市葵区羽鳥にある曹洞宗の寺院。山号・久住山。地元では「おとうけんさん」と呼ばれ梅の名所として知られる。

## 概要
元は真言宗の喜慶院（庵）という寺だったとされるが、曹洞宗の禅師・恕仲天誾の法嗣・ 石叟円柱（せきそうえんちゅう）が1450年（宝徳2年）に当地へ至り、福島伊賀守より土地の寄進を受けて1452年（享徳元年）に建立、洞慶院と称した（師である恕仲天誾を開山とし、石叟自身は2世を名乗った）という。
境内には歴代住職が植樹したとされる約400本の梅が生える梅園がある。
また、寺の裏は中世狩野氏の山城・安倍城への登山口となっている。